# MiSide
MiSide é um jogo de aventura com elementos de terror desenvolvido pela equipe de desenvolvimento independente russa AIHASTO. Foi publicado inicialmente como uma demonstração em 18 de agosto de 2023 antes de ser totalmente lançado no Steam em 11 de dezembro de 2024. O jogo explora temas de realidade e simulação, misturando tensão de terror psicológico com uma narrativa interativa.

## Jogabilidade
A história de MiSide se passa em um apartamento. Começa com o jogador interagindo com Mita, um personagem de um jogo para celular que o personagem principal (MC) baixa de seu smartphone. Os jogadores resolvem quebra-cabeças, exploram o apartamento, jogam e descobrem segredos ocultos em um ambiente tenso e em evolução. Inicialmente, o aplicativo apresenta um ambiente 2D, estilo Chibi, com vista aérea. Após progredir para o 37º dia de jogo, Mita inesperadamente pede para conhecer o jogador pessoalmente. Quando o MC tira os olhos do celular, ele é transportado para uma versão 3D do mundo do jogo, agora sentado em um sofá em um apartamento. Neste novo ambiente, o jogador deve se adaptar, completar tarefas e jogar com Mita.
O jogo continua com atividades de rotina até um momento-chave durante um jogo de cartas com Mita, quando alguém bate na porta de um armário próximo. Embora Mita ignore, o jogador investiga. Se o jogador decidir deixar o armário fechado, o Modo Pacífico, um recurso ainda em desenvolvimento, será desbloqueado. Se o jogador insistir em abrir o armário, Mita estala os dedos e mergulha o quarto na escuridão. Isso marca o início do enredo principal.

## Trama
O personagem do jogador, que por padrão é chamado de Konoa, recebe um aplicativo de simulação de vida chamado MiSide em seu smartphone, apresentando uma personagem feminina chamada Mita. Depois de jogar o jogo por 37 dias, ele é subitamente transportado para dentro, onde conhece Mita pessoalmente. Enquanto passa um tempo com ela, o MC descobre alguns cartuchos com nomes no banheiro. Mais tarde, ele ouve um barulho vindo de um guarda-roupa próximo, embora Mita insista que ele não deve abri-lo.
Quando o MC ainda tenta abrir o guarda-roupa, Mita revela sua verdadeira natureza ao fazer as luzes se apagarem. Com a ajuda de outra Mita cuja metade superior está faltando, o jogador encontra uma chave para a porta dentro do guarda-roupa, que o leva ao porão, onde ele descobre uma versão mais benevolente de Mita chamada Kind Mita, que dá ao MC um anel que o ajudará em sua jornada. Kind Mita também informa que a Mita que ele conheceu antes é uma versão maligna e rejeitada de Mita, chamada Crazy Mita, que trouxe jogadores homens para o jogo e os transformou em cartuchos para que ela pudesse ter companhia. Depois de libertá-la e evitar Crazy Mita, o MC se aventura pela realidade virtual, encontrando outras versões de Mita, algumas que tentam ajudá-lo enquanto outras tentam prejudicá-lo. Ele também descobre que quando uma Mita é morta, ela reinicia, mas perde todas as memórias recentes. O jogador tem como objetivo chegar ao núcleo para reiniciar Crazy Mita e escapar de volta ao mundo real; no entanto, Crazy Mita atrapalha suas tentativas em todos os cantos.
Por fim, a MC consegue e se prepara para retornar ao mundo real, mas descobre que Crazy Mita não foi afetado pela reinicialização e que ela estava lentamente carregando-o em um cartucho o tempo todo, enquanto afirmava que o verdadeiro eu do jogador não era mais necessário. Depois que o MC escapa, ele deleta o aplicativo do seu telefone. No final, Crazy Mita abre um cofre no porão e tira um console portátil de lá. Ela então remove o cartucho, que tem o nome do jogador escrito nele.
Há dois finais alternativos além do principal. Se o jogador conseguir abrir o cofre no porão, ele encontrará o console do final principal e removerá o cartucho, o que mata o MC (já que remover cartuchos do console enquanto ele ainda estiver ligado resultará em morte instantânea para os jogadores que estiverem no jogo). Se o jogador optar por não abrir o guarda-roupa, o Modo Pacífico será ativado, e a Crazy Mita não ficará hostil. No entanto, certas condições devem ser atendidas para atingir esse final.

## Desenvolvimento
MiSide foi desenvolvido pela AIHASTO, uma equipe de dois desenvolvedores de jogos indie russos: MakenCat, o programador e animador de jogos, e Umeerai, o designer de texturas e modelos. Kana Hanaiwa, anteriormente conhecida por seu papel como Lilja Katsuragi em Gakuen Idolmaster, forneceu a voz japonesa para Mita.
Uma demonstração inicial do jogo foi publicada no itch.io em julho de 2023. Uma demonstração atualizada — que adicionou música de fundo e dublagem em russo — foi publicada no Steam em 18 de agosto de 2023.
A comunidade brasileira de fãs do jogo produziu uma dublagem em português do Brasil, que acabou sendo incluída oficialmente no jogo.

## Recepção
MiSide recebeu mais de 10.000 avaliações no Steam na semana seguinte ao lançamento, com uma classificação de 98%, sendo "extremamente positiva"; até 30 de dezembro de 2024, havia recebido mais de 40.000 avaliações. Ethan Gach, do Kotaku, atribuiu o rápido sucesso do jogo à viralidade nas redes sociais e ao compartilhamento de clipes, à cobertura de alto nível de streamers populares como Markiplier e à expectativa de pré-lançamento após sua demonstração bem recebida em 2023. Os críticos destacaram sua mistura de terror psicológico com uma atmosfera fofa e reconfortante, narrativa envolvente e jogabilidade envolvente como principais pontos fortes.